# Gamba (crustáceo)

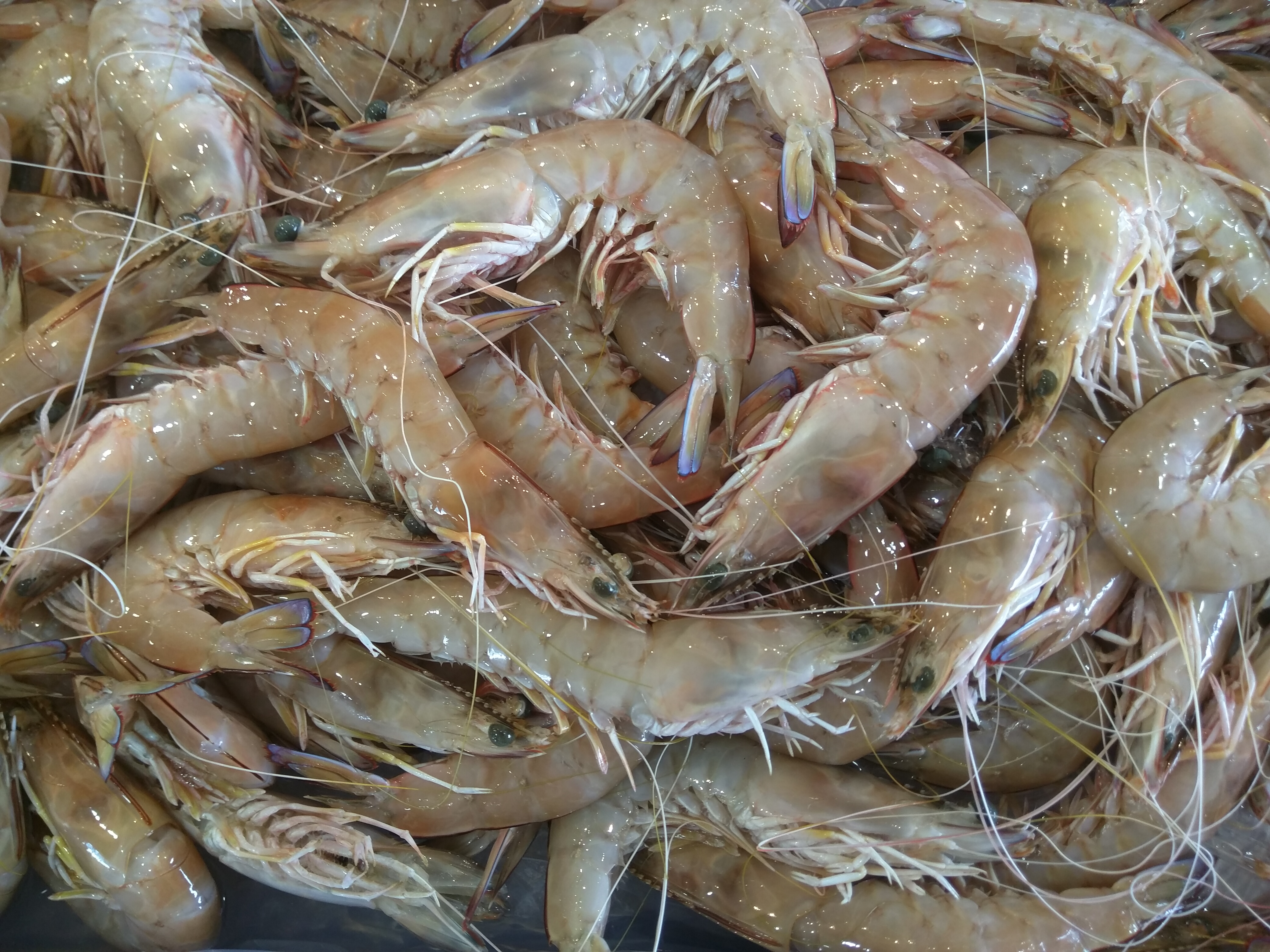
Gambas en un mercado de Sídney.

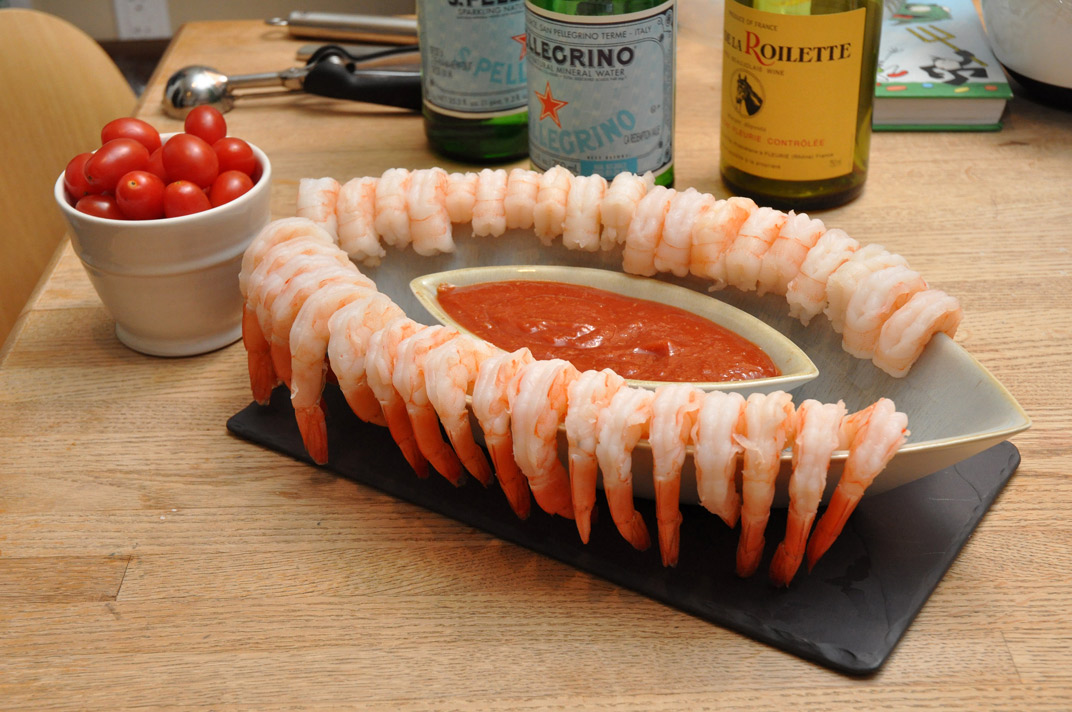
Cóctel de gambas

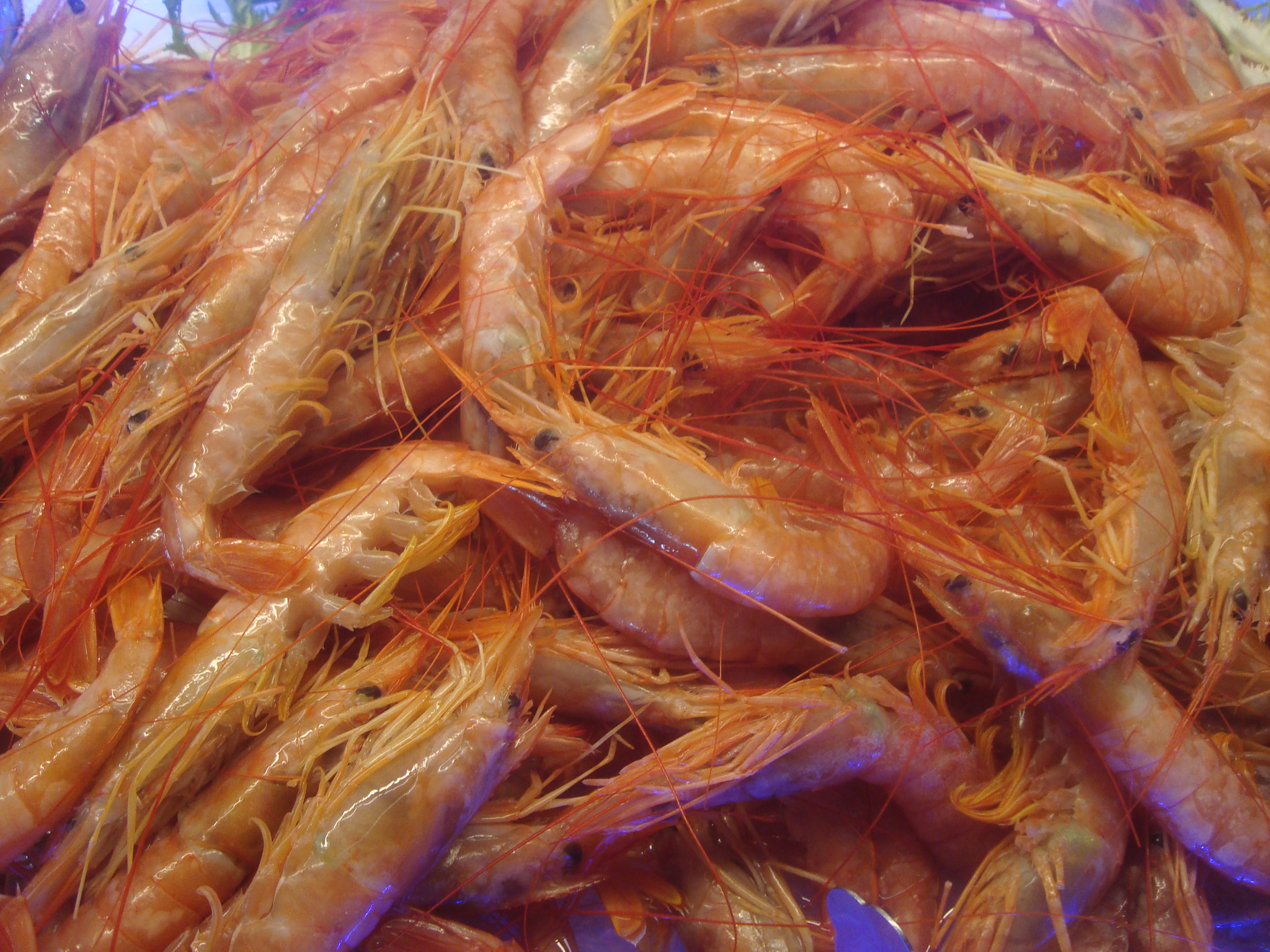
Gambas (España).

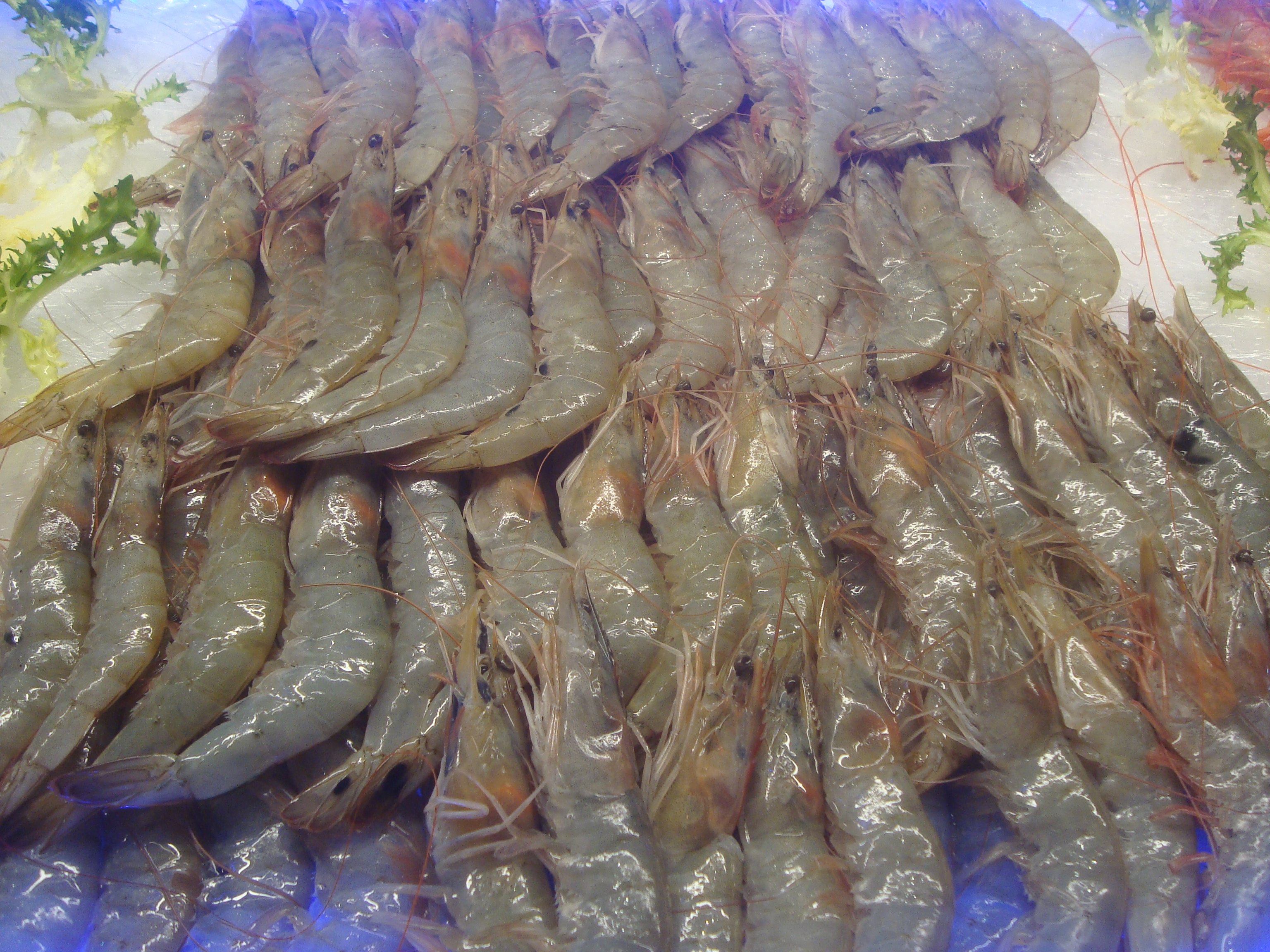
Langostinos (España).

En España, una gamba es el nombre que reciben los crustáceos decápodos comestibles del infraorden Caridea, con abdomen desarrollado y caparazón flexible, que son consumidos como mariscos. En el español americano son llamados "camarones", nombre que en España se refiere específicamente a los de tamaño diminuto. En cambio, el que es más grande que la gamba es llamado langostino o gambón, también un crustáceo decápodo comestible.

## Etimología
El término «gamba» tiene su origen en el italiano gamba ('pierna') que, a su vez, proviene del latín tardío, gamba, con el mismo significado. De hecho, «gamba», jambon (en francés) y «jamón» en español tienen el mismo origen etimológico. Hispanoamérica, que no recibió tanta influencia italiana, conservó la forma original «camarón».

## Especie
Las siguientes especies reciben el nombre de «gamba»:
- Alpheus cedrici, gamba neozelandesa o gamba pistola neozelandesa.
- Alpheus digitalis, gamba polinesia o gamba pistola polinesia.
- Alpheus macrocheles, gamba papuana o gamba pistola papuana.
- Alpheus randalli, gamba pistola roja.
- Aristaeomorpha foliacea, gamba chorizo, conocida también como chorizo, langostino moruno o gamba española.
- Aristeomorpha woodmasoni, gamba roja india.
- Aristeus, varias especies de este género comercializadas como gambas rosadas, gambas rojas, alistados o gambas listadas. Entre ellas:
  - Aristeus alcocki, gamba roja arábiga.
  - Aristeus antennatus, gamba roja.
  - Aristeus antillensis, gamba purpúrea.
  - Aristeus semidentatus, gamba roja lisa.
  - Aristeus varidens, gamba listada o alistado.
- Artemesia longinaris, gamba argentina.
- Metapenaeus monoceros, gamba moteada o langostino banana.
- Palaemon serratus, gamba plateada.
- Parapenaeopsis, diversas especies de este género se comercializan como gambas. Por ejemplo:
  - Parapenaeopsis hardwickii, gamba lanzón.
  - Parapenaeopsis stylifera, gamba kidi.
- Parapenaeus, algunas especies de este género pueden venderse como gambas. Entre ellas:
  - Parapenaeus longirostris, gamba blanca.
- Solenocera, varias especies de este género se venden como gambas. Por ejemplo:
  - Solenocera melantho, gamba cabezona.
  - Solenocera membranacea, gamba del Atlántico o gamba de fango del Atlántico.
- Trachypenaeus, diferentes especies de este género se comercializan como gambas.

## Hábitat
Las gambas están altamente distribuidas, y pueden ser encontradas cerca del suelo marino de la mayor parte de las costas y estuarios, así como en ríos.
Hay numerosas especies, y usualmente hay especies adaptadas a hábitats particulares. La mayoría de las especies son marinas, aunque alrededor de un cuarto de las especies descritas se encuentran en agua dulce.
Las especies marinas habitan alrededor de una profundidad de más de 5,000 metros (16,000 pies), desde los trópicos hasta las regiones polares. Aunque las gambas son en su mayoría completamente acuáticas, las dos especies de Merguia son semi-terrestres y pasan una significativa parte de su vida en tierra en Manglares.

## Comportamiento
Hay muchas variaciones en los diferentes tipos de gambas, en su apariencia y comportamiento. Incluso dentro del grupo central de los camarones carídeos, el pequeño camarón Person´s luce y se comporta muy diferente de los largos y camarones rosados comerciales o de los alféidos. La familia de los carídeos de los alféidos están caracterizados por ser grandes y  poseer garras asimétricas, que los camarones más grandes utilizan para producir un sonido de chasquido. La familia es diversa y tiene una distribución alrededor de todo el mundo, con alrededor 600 especies.